# Michael Prusikin
Michael Prusikin, ros. Михаил Прусикин (ur. 19 stycznia 1978 w Charkowie) – niemiecki szachista i trener szachowy (FIDE Trainer od 2007) pochodzenia ukraińskiego, arcymistrz od 2008 roku.

## Kariera szachowa
W szachy nauczył się grać w wieku 5 lat. Do 1995 r., w którym to wyjechał z Ukrainy, nie osiągnął żadnych sukcesów. Po wyjeździe do Niemiec zaczął uczestniczyć w turniejach międzynarodowych, szybko zdobył ranking międzynarodowy oraz zaczął osiągać pierwsze sukcesy: w 1996 r. zwyciężył w Rieden, a w 1997 r. – w Postbauer-Heng. W 1998 r. otrzymał tytuł mistrza międzynarodowego. W 1999 r. zajął I m. w turnieju młodych mistrzów w Zugu. W 2000 r. zdobył w Forchheim tytuł mistrza Bawarii oraz zadebiutował w finale indywidualnych mistrzostw Niemiec, zajmując IV miejsce (za Robertem Rabiegą, Aleksandrem Grafem i Arkadijem Naiditschem). W 2001 r. wypełnił pierwszą normę arcymistrzowską (w rozgrywkach Bundesligi w sezonie 2000/01), w 2003 r. zajął II m. (za Jewgienijem Agrestem) w Griesheim (zdobywając drugą normę na tytuł arcymistrza) oraz zwyciężył (wspólnie z Borki Predojeviciem) w turnieju First Saturday-GM w Budapeszcie, natomiast w 2004 r. wypełnił trzecią normę, dzieląc II m. (za Zoltánem Vargą, wspólnie z Ołeksandrem Gołoszczapowem) w Miszkolcu. W 2006 r. podzielił I m. (wspólnie z Janem Gustafssonem i Arturem Jusupowem) w Waischenfeldzie. W 2008 r. zwyciężył w otwartym turnieju w Wunsiedelu, podzielił II m. (za Romainem Édouardem, wspólnie z m.in. Wasilijem Jemielinem, Pawłem Jaraczem, Henrikiem Teske, Alexandrem Naumannem, Władimirem Burmakinem i Wjaczesławem Ejnhornem) w Bad Wiessee oraz wystąpił w trzeciej reprezentacji Niemiec na olimpiadzie w Dreźnie. W 2009 r. odniósł kolejny sukces, zdobywając w Saarbrücken tytuł wicemistrza Niemiec.
Uwaga: Lista sukcesów niekompletna (do uzupełnienia od 2010 roku).
Najwyższy ranking w dotychczasowej karierze osiągnął 1 stycznia 2007 r., z wynikiem 2571 punktów zajmował wówczas 11. miejsce wśród niemieckich szachistów.